# The State (album)
The State è il secondo album in studio del gruppo musicale canadese Nickelback, pubblicato il 4 settembre 1999 dalla EMI e Roadrunner Records. Dal disco sono stati estratti quattro singoli, il primo dei quali fu  Leader of Men, seguito poi da Old Enough, Breathe e Worthy to Say. Raggiunse la 130ª posizione della Billboard 200, battendo così il risultato del precedente album Curb che si era fermato al 182º posto. Si tratta del primo lavoro della band ad ottenere una certificazione sia in Canada che negli Stati Uniti. L'album è uscito poi in Europa nel 2001, ma senza avere successo come in Nord America.

## Descrizione
The State fu registrato nel corso del 1998 e successivamente pubblicato soltanto in Canada, con una copertina differente da quella attuale, come registrazione indipendente. Nel settembre 1999 fu pubblicato nuovamente per il mercato canadese attraverso la EMI Canada con una versione rinnovata della cover. L'anno seguente uscì in Canada e per la prima volta anche negli Stati Uniti dalla Roadrunner Records con la versione definitiva della copertina, che rappresenta un ragazzino rinchiuso in una cella.
I Nickelback registrarono il loro primo video ufficiale per Leader of Men che fece incrementare notevolmente la notorietà del gruppo. Infatti il singolo raggiunse la top 10 della classifica americana Mainstream Rock e ci rimase per dieci settimane. Il secondo singolo estratto fu Old Enough, seguito poi da Breathe, anch'esso top 10 negli Stati Uniti come il primo singolo, e Worthy To Say.
Per promuovere il disco il gruppo cominciò un lungo tour quello stesso anno accompagnato da altre band. Nel marzo 2001 la band vinse il suo primo Juno Award come "Miglior Gruppo Emergente".

## Tracce
Testi scritti da Chad Kroeger; musica composta dai Nickelback.
1. Breathe – 3:58
2. Cowboy Hat – 3:56
3. Leader of Men – 3:30
4. Old Enough – 2:45
5. Worthy To Say – 4:06
6. Diggin' This – 3:01
7. Deep – 2:48
8. One Last Run – 3:30
9. Not Leavin' Yet – 3:45
10. Hold Out Your Hand – 4:08
11. Leader of Men (Acoustic) – 3:23

Traccia aggiunta nella versione giapponese
1. Little Friend – 3:49

## Formazione
- Chad Kroeger – voce, chitarra solista
- Ryan Peake – chitarra ritmica, seconda voce
- Mike Kroeger – basso
- Ryan Vikedal – batteria, percussioni

## Classifiche
| Classifica (2000-01) | Posizione massima |
| -------------------- | ----------------- |
| Germania             | 57                |
| Stati Uniti          | 130               |